# Mesoxaea
Mesoxaea is een geslacht van vliesvleugelige insecten uit de familie Andrenidae

## Soorten
- M. arizonica (Cockerell, 1936)
- M. clypeata Hurd & Linsley, 1976
- M. nigerrima (Friese, 1912)
- M. rufescens Hurd & Linsley, 1976
- M. tachytiformis (Cameron, 1901)
- M. texana (Friese, 1898)
- M. vagans (Fox, 1894)